# 전성은
전성은(1994년 9월 19일 ~ )은 대한민국의 양궁 선수이다.

## 출신 학교
- 서울방이초등학교
- 서울방이중학교
- 서울체육고등학교